# Panodrama
『panodrama』（パノドラマ）は、矢井田瞳9枚目のオリジナル・アルバム。
2012年9月26日にユニバーサル シグマから発売された。

## 解説
前作『 VIVID MOMENTS』より、1年4ヶ月ぶりにリリースされたアルバム。
7曲目「恋の魔法瓶」は、「色々な楽器に挑戦してみたら?」というプロデューサー久保田光太郎のアドバイスで、初めてウクレレで作曲した。

## 収録曲
| 全作詞・作曲: 矢井田瞳。 |                                            |          |            |                                                              |      |
| #                        | タイトル                                   | 作詞     | 作曲・編曲 | 編曲・プロデュース                                           | 時間 |
| 1.                       | 「panodrama」                              | 矢井田瞳 | 矢井田瞳   |                                                              | 2:46 |
| 2.                       | 「間違いだらけのダイアリー」               | 矢井田瞳 | 矢井田瞳   | 久保田光太郎                                                 | 5:29 |
| 3.                       | 「もぎたての憂鬱」                         | 矢井田瞳 | 矢井田瞳   | 久保田光太郎（サウンドプロデュース）                         | 3:25 |
| 4.                       | 「よりどころ」                             | 矢井田瞳 | 矢井田瞳   | 久保田光太郎（サウンドプロデュース）                         | 5:58 |
| 5.                       | 「GIRLS MAGIC」                            | 矢井田瞳 | 矢井田瞳   | 村田昭                                                       | 4:40 |
| 6.                       | 「ガチャリントン」                         | 矢井田瞳 | 矢井田瞳   | 山本拓夫（ブラスアレンジ）、寺岡呼人（サウンドプロデュース） | 4:54 |
| 7.                       | 「恋の魔法瓶」                             | 矢井田瞳 | 矢井田瞳   |                                                              | 4:58 |
| 8.                       | 「サヨナラありがと」                       | 矢井田瞳 | 矢井田瞳   |                                                              | 5:22 |
| 9.                       | 「いつかはLOVE SONG」                      | 矢井田瞳 | 矢井田瞳   | 島田昌典（ストリングスアレンジ）                             | 4:30 |
| 10.                      | 「よれたハートにアイロンを」               | 矢井田瞳 | 矢井田瞳   |                                                              | 4:48 |
| 11.                      | 「MY LIFE IS MY MESSAGE 〜始まりの靴音〜」 | 矢井田瞳 | 矢井田瞳   | 山口洋・細海魚 from HEATWAVE（サウンドプロデュース）         | 3:36 |

### タイアップ
- NHK「よる★ドラ『ビターシュガー』」主題歌（M-2）
- テレビ朝日系木曜ミステリー「京都地検の女」主題歌（M-8）
- 第37回福岡志賀島金印マラソン大会イメージソング（M-5）
- 象印マホービン「ステンレスマグ」CMソング（M-7）